# 下久野站
下久野站（日语：／ Shimokuno eki */?）是位於島根縣雲南市大東町下久野，西日本旅客鐵道（JR西日本）木次線的車站。車站愛稱為「動動」。

## 歷史
- 1932年（昭和7年）12月18日 - 木次線木次站至出雲三成站之間開通，此站啟用。
  - 當時車站地址為島根縣大原郡阿用村下久野。
- 1951年（昭和26年）4月1日 - 隨著大東町（日语：大東町 (島根県)）（第二次）成立，車站地址為島根縣大原郡大東町下久野。
- 1971年（昭和46年）10月1日 - 國鐵職員停止發售車票，暫停處理手提小行李[1]。
- 1987年（昭和62年）4月1日 - 伴隨國鐵分割民營化，車站由西日本旅客鐵道（JR西日本）營運。
- 2004年（平成16年）11月1日 - 隨著雲南市成立，車站地址變為島根縣雲南市大東町下久野。
- 2008年（平成20年） - 「花桃站」開始管理車站[2][3]。

## 車站構造

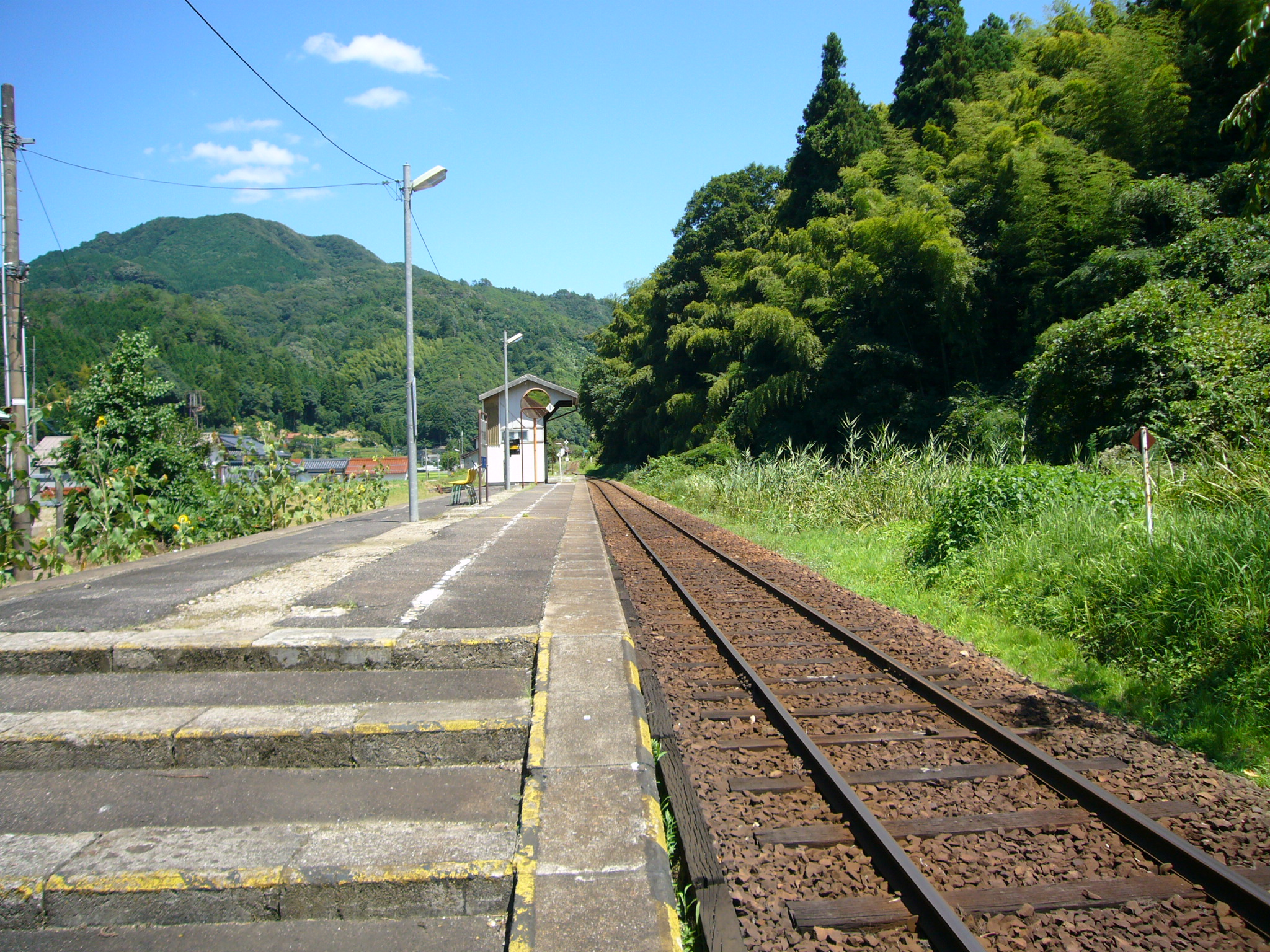
月台（2007年8月14日）

車站是一座地面車站，設有1面1線的單式月台。前往備後落合方向的列車會開啟左邊車門。曾經此站設有1面2線的島式月台，靠近車站大樓的1線已經撤走。
此站是由木次鐵道部管理的簡易委託車站。車站由當地下久野地區的居民團體「花桃站」管理。車站大樓和月台之間的路軌遺址變為農田，在站內種植了蔬菜。

## 車站周邊
車站附近設有久野川。車站位於久野川南岸，對面岸設有島根縣道45號安來木次線。車站大樓與縣道45號設有島根縣道216號下久野停車場線連接，該縣道上設有下久野橋跨過久野川。在縣道216號與縣道45號的交界上設有雲南市民巴士「下久野站前」巴士站，阿用·久野線停靠該巴士站。

## 使用狀況
根據「島根縣統計書」，以下為近年一日平均乘車人次列表。在1994年度的一日平均乘車人次為35人，1984年度年度的一日平均乘車人次為43人。
| 乘車人次變化 | 乘車人次變化 |
| 年度         | 1日平均人次  |
| ------------ | ------------ |
| 1999         | 21           |
| 2000         | 16           |
| 2001         | 7            |
| 2002         | 7            |
| 2003         | 7            |
| 2004         | 9            |
| 2005         | 10           |
| 2006         | 10           |
| 2007         | 8            |
| 2008         | 6            |
| 2009         | 6            |
| 2010         | 3            |
| 2011         | 2            |
| 2012         | 3            |
| 2013         | 3            |
| 2014         | 3            |
| 2015         | 2            |
| 2016         | 1            |
| 2017         | 3            |
| 2018         | 4            |

## 相鄰車站
西日本旅客鐵道
 木次線
日登－下久野－出雲八代

## 注腳
1. ↑  「合理化にゆらぐ木次線 道路整備が客足奪う 過疎が追い打ちをかける」《中國新聞》昭和46年8月25日島根版 8面
2. 1 2  . FM山陰（日语：エフエム山陰）. 2014-02-15  [2018-07-12]. （原始内容存档于2021-10-08） （日语）.
3. 1 2  . 木次線利活用推進協議會.   [2018-07-12]. （原始内容存档于2021-10-08） （日语）.
4. ↑  島根縣統計書

## 外部連結
- 下久野｜車站資訊：JR出門網 - 西日本旅客鐵道（日語）